# Kim Shin-jo
Kim Shin-jo (en coreano: 김신조, Ch'ŏngjin, Hamgyŏng del Norte, Corea japonesa, 2 de junio de 1942-Seúl, Corea del Sur, 9 de abril de 2025) fue uno de los dos sobrevivientes de los 31 comandos de la Unidad 124 de la Fuerza de Operaciones Especiales de Corea del Norte (FOECN), una rama de las fuerzas armadas norcoreanas, enviados para asesinar al entonces presidente de Corea del Sur, Park Chung-hee, en el asalto a la Casa Azul (la casa presidencial surcoreana ubicada en la capital Seúl) en enero de 1968. Posteriormente se ordenó como pastor protestante bautista.

## Biografía

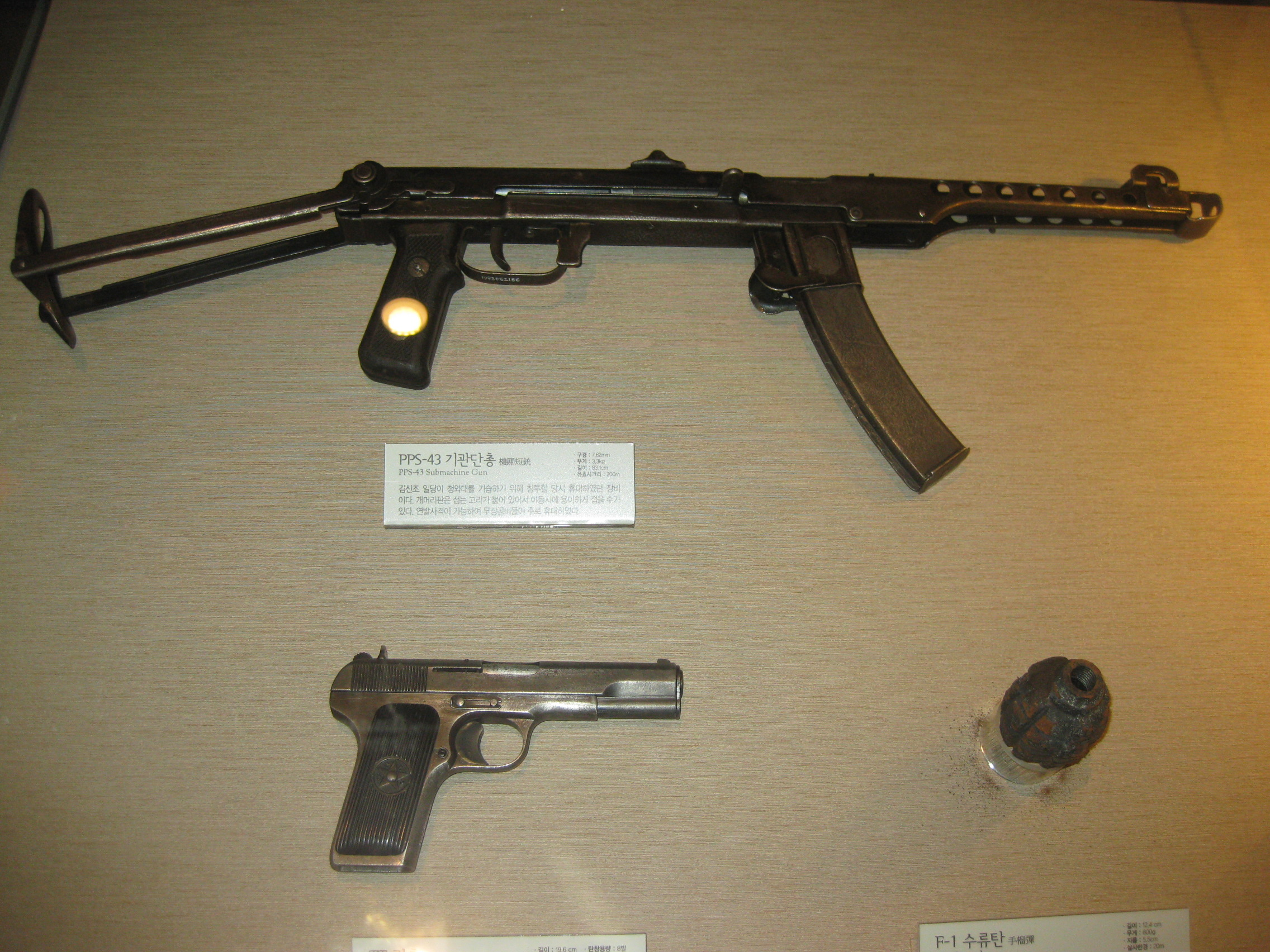
El subfusil PPS-43, la pistola Tokarev TT-33 y la granada de mano, armas de fabricación soviética, de Kim Shin-jo en el Memorial de la Guerra de Corea.

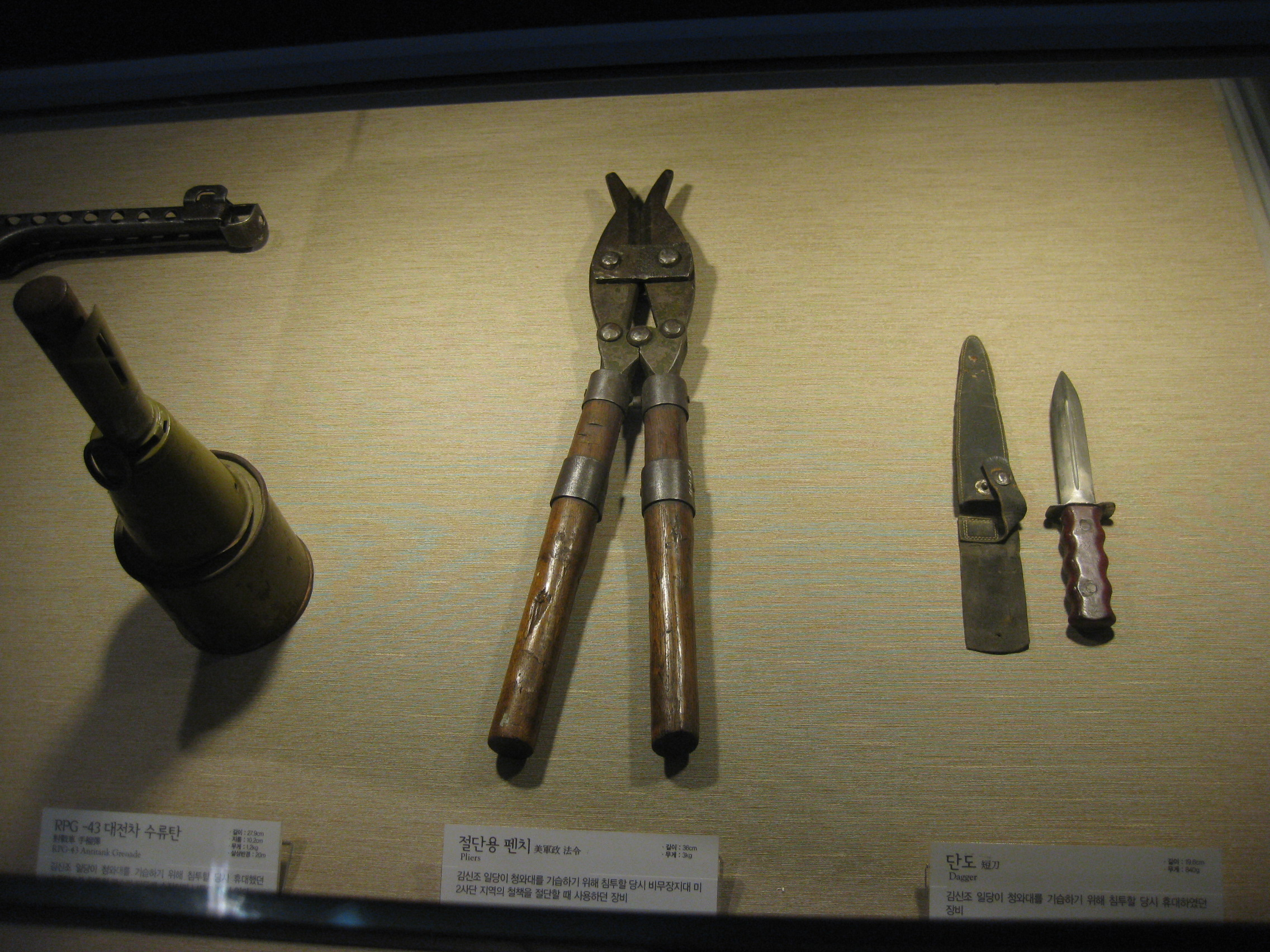
La granada antitanque, el cortaalambre y la daga de Kim Shin-jo en el Memorial de la Guerra de Corea.

Nacido en 1942 ingresó al Ejército Popular de Corea en 1961 y en enero de 1968 como miembro de la Unidad 124 fue enviado a Corea del Sur, atravesando la frontera entre los 2 países, para asesinar al presidente surcoreano Park Chung-hee por órdenes del primer ministro y líder norcoreano Kim Il-sung. La misión fracasó por haberse descubierto, pese a que los soldados se habían vestido con uniformes militares surcoreanos, y los demás comandos murieron en tiroteos con miembros del Ejército de la República de Corea, habiendo 2 sobrevivientes.
Uno de los 2 sobrevivientes, Park Jae-kyung, regresó al norte, pero Kim Shin-jo fue capturado por las fuerzas surcoreanas. Fue interrogado durante un año por las autoridades surcoreanas antes de ser puesto en libertad. Después de convertirse en ciudadano de Corea del Sur en 1970, sus padres fueron ejecutados y sus familiares purgados por las autoridades norcoreanas.  
Kim más tarde se convirtió al cristianismo y estudió en el Seminario Teológico Bautista de Seúl para ser ordenado pastor en 1997 y pastoreó la iglesia Sungrak Sambong en Gyeonggi-do. Tuvo dos hijos.
Murió en Seúl el 9 de abril de 2025 a los 82 años.
La ruta de senderismo desde el templo Yeoraesa hasta Samcheonggak en la montaña Bugaksan, de Seúl, se llama sendero Kim Shin-Jo y fue parte de la ruta utilizada por la Unidad 124 en el asalto a la Casa Azul.